# 佛語
佛語 ，佛教術語，字面意思為「佛陀所說過的」，指釋迦牟尼留下的言教。在釋迦牟尼過世後，隨著佛教傳播，部派分化，對於何者才是佛陀所說過的教義，產生了很多爭論。傳統上，被認為是佛語的教義，都被集結成修多羅等十二分教，這些文獻被收集進入三藏之中，特別是經藏。因此，佛語也被當成是佛經的同義語。
法相宗學僧智周《成唯識論演祕》記載了兩種對於「佛語」的定義：
- 一、外道等教名非佛語，內教三藏並名佛語。大小乘論雖非佛說，後諸聖等集佛言成，得名佛語。
- 二、佛親說者名為佛語，大小乘論雖集佛言，非佛所說，皆非佛語。